# خلوشت (روستا)
ناحیه خلوشت یا خلوپشت در بخش عمارلو در شهرستان رودبار و در زمین‌های
پاکده قرار دارد. این ناحیه دارای پیشینه‌ای کهن است و آثار باستانی آن از جمله پناهگاه صخره‌ای خلوشت و گورستان خلوشت به‌عنوان آثار ملی ایران به ثبت رسیده‌اند و هم‌اکنون نیز زمین‌های کشاورزی خلوشت در مالکیت پاکدهی‌ها بوده و گاهی توسط آنان کشت می‌شود. نکته تاسف‌برانگیز اینکه پناهگاه صخره ای خلوشت اکنون توسط عده ای از دامداران اشغال و به‌طور غیرقانونی مورد استفاده قرار می‌گیرد و بیم آن می‌رود تا آثار ارزشمند آن به نابودی گراید.